# Johan Trotzig
Johan Trotzig, född 10 januari 1597 i Stockholm, död 16 juli 1647 i Lundtäkten, Falun, var en svensk bruksägare och styckgjutare.

## Biografi
Johan Trotzig var son till handelsmannen Mårten Trotzig och Carin Hansdotter (Svan). Han studerade vid Uppsala universitet från 1607 och reste 1610 till Hamburg, där han först gick i lära hos en bokhållare och räknemästare och därefter 1612–1617 var anställd hos handelsmannen Paul James. 1617 hemkallades han på grund av faderns död till Stockholm, där han 1618 blev handlare och borgare och 1622–1624 trots sin ungdom en av stadens äldste. Redan hans far hade haft intressen i Kopparberget, och Trotzig begav sig troligen 1626 till Falun (hans hus i Stockholm hade brunnit ned 1625), men bosatte sig där definitivt först 1634. Han blev arrendator av Stora Koppparberget 1633 och samma år för styckegjutningen i Falun, där han 1642 erhöll burskap. 1634–1642 var Trotzigs styckegjutning mest betydande och omfattade i allmänhet tre-, sex-, tolv- och tjugofyrapundiga kanoner. Under senare delen av 1640-talet minskades kronans efterfrågan på kanoner, och Trotzig erhöll 1647 tillstånd att privat sälja och exportera ett vist antal - ett undantag från Faluns dåtida karaktär av bergs- och landsstad utan stapelrättigheter. Som likvider för sina leveranser erhöll Trotzig räntorna i österdalarna och Kopparbergs län, Säters och Sala stads landshövdingedömen samt delvis i Västerås län, Maria Eleonoras livgeding med mera. Förutom sin stora andel i Falu gruva (104 fjärdeparter) och sina gårdar - i Falun ägde Trotzig bland annat Rankhyttan. där han anlade ett tegelbruk. På 1640-talet donerade han en gård i Falun till hospitalet och var under slutet av sitt liv föreståndare för hospitalbygget i Falun. Trotzigs stora privatförmögenhet och hans goda relationer hjälpte honom trots stora svårigheter, bland annat till följd av kronans ofta bristande förmåga att betala leveranserna, bevara och befästa sin ställning, som på sitt sätt var enastående i Kopparbergs bergslag.

### Familj
Trotzig gifte sig första gången 27 augusti 1620 med Kerstin Grooth (1605–1643). Hon var dotter till myntmästaren Antonius Groth den äldre och Anna Gillesdotter Coijet i Stockholm.
Trotzig gifte sig andra gången med Gertrud Hoghusen. Hon var dotter till vinhandlaren Johan Hoghusen och Gertrud Huusman i Stockholm. De fick tillsammans barnen majoren Peter Trotzig (1645–1685) vid Dalregementet och landshövdingen Mårten Trotzig (1646–1706) i Östergötlands län. Efter Johan Trotzigs död gifte Gertrud Hoghusen om sig med ambassadören Peter Julius Coyet.